# Spoorlijn Santpoort Noord - IJmuiden
De Spoorlijn Santpoort Noord - IJmuiden, ook wel bekend onder de namen IJmondlijn, IJmuiderlijn of Vislijn, was de spoorwegverbinding tussen Haarlem en IJmuiden. In 1983 stopte de NS met het reizigersvervoer op de lijn, het goederenvervoer eindigde in 1994 en sinds 1999 is de lijn officieel buiten gebruik. Op 5 juli 2010 besloten Provinciale Staten van Noord-Holland tot de aanleg van een snelle busverbinding op het zuidelijk gedeelte van het tracé van de spoorlijn, waarna het ministerie van Verkeer en Waterstaat toestemming gaf voor het opbreken van het spoor.

## Geschiedenis

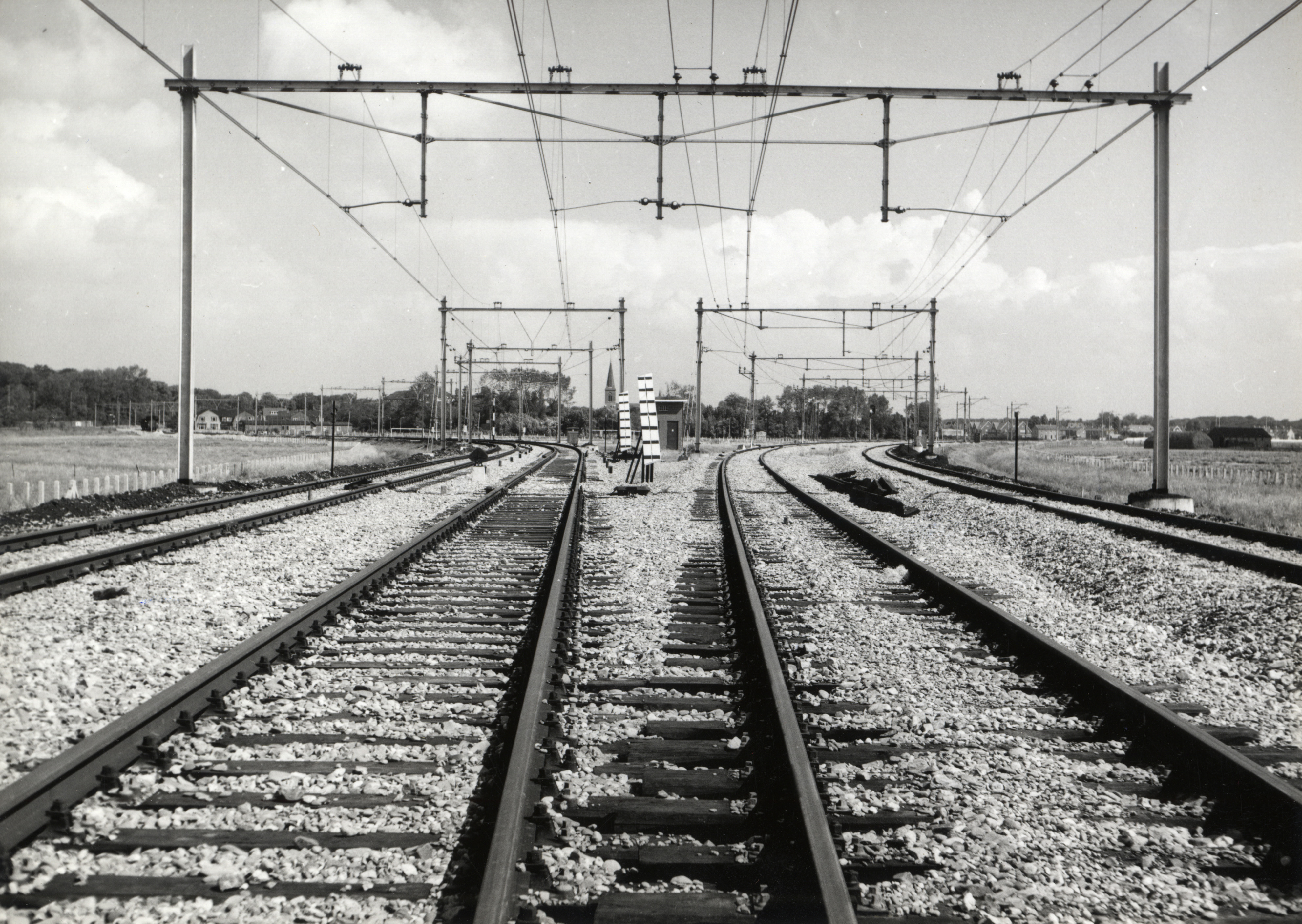
Gezicht op de splitsing van de spoorlijnen naar IJmuiden (links) en naar Beverwijk (rechts) bij Station Santpoort Noord; 18 juli 1957.

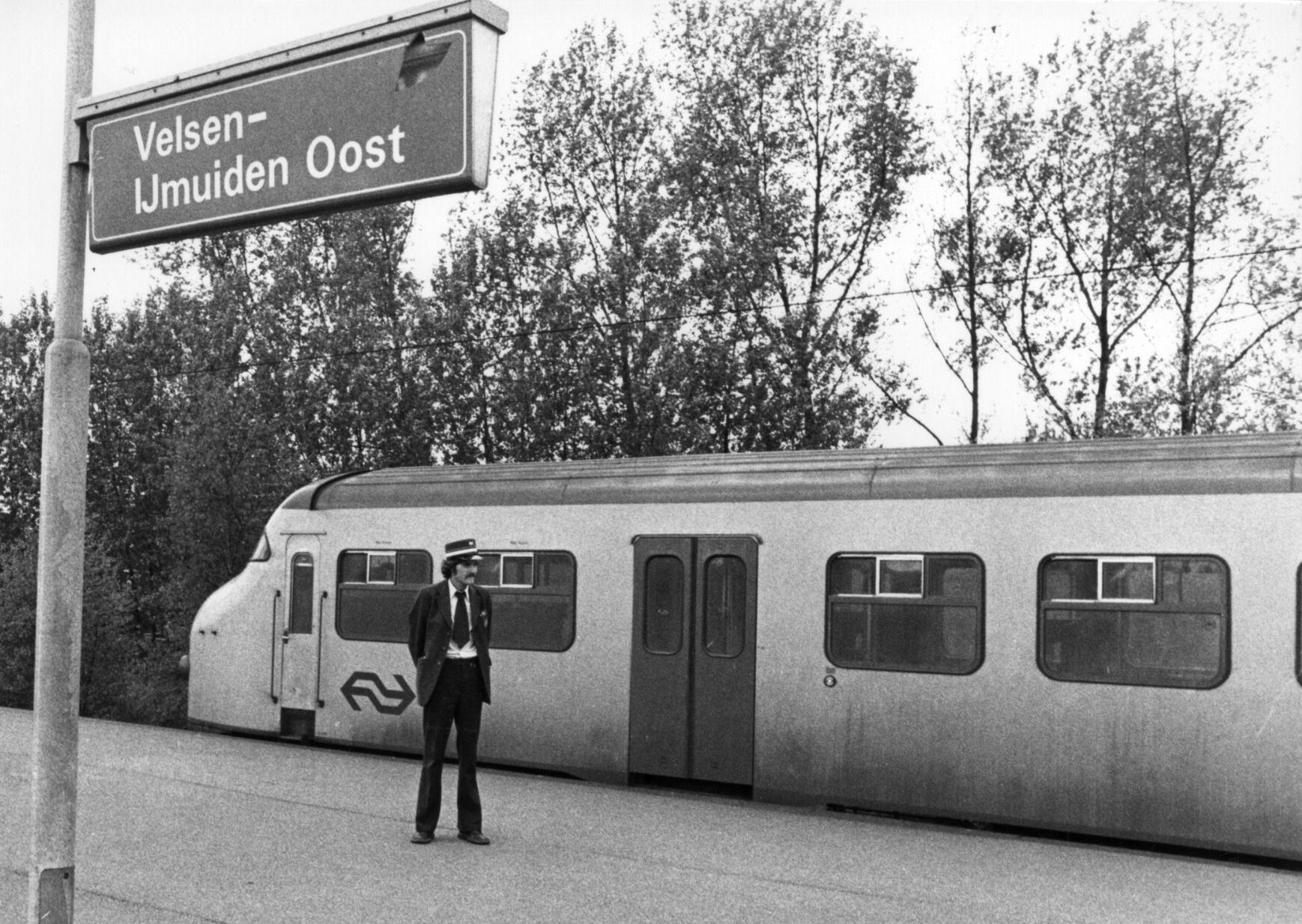
Station Velsen-IJmuiden Oost met een elektrisch treinstel mat '64 (plan V); circa 1978.

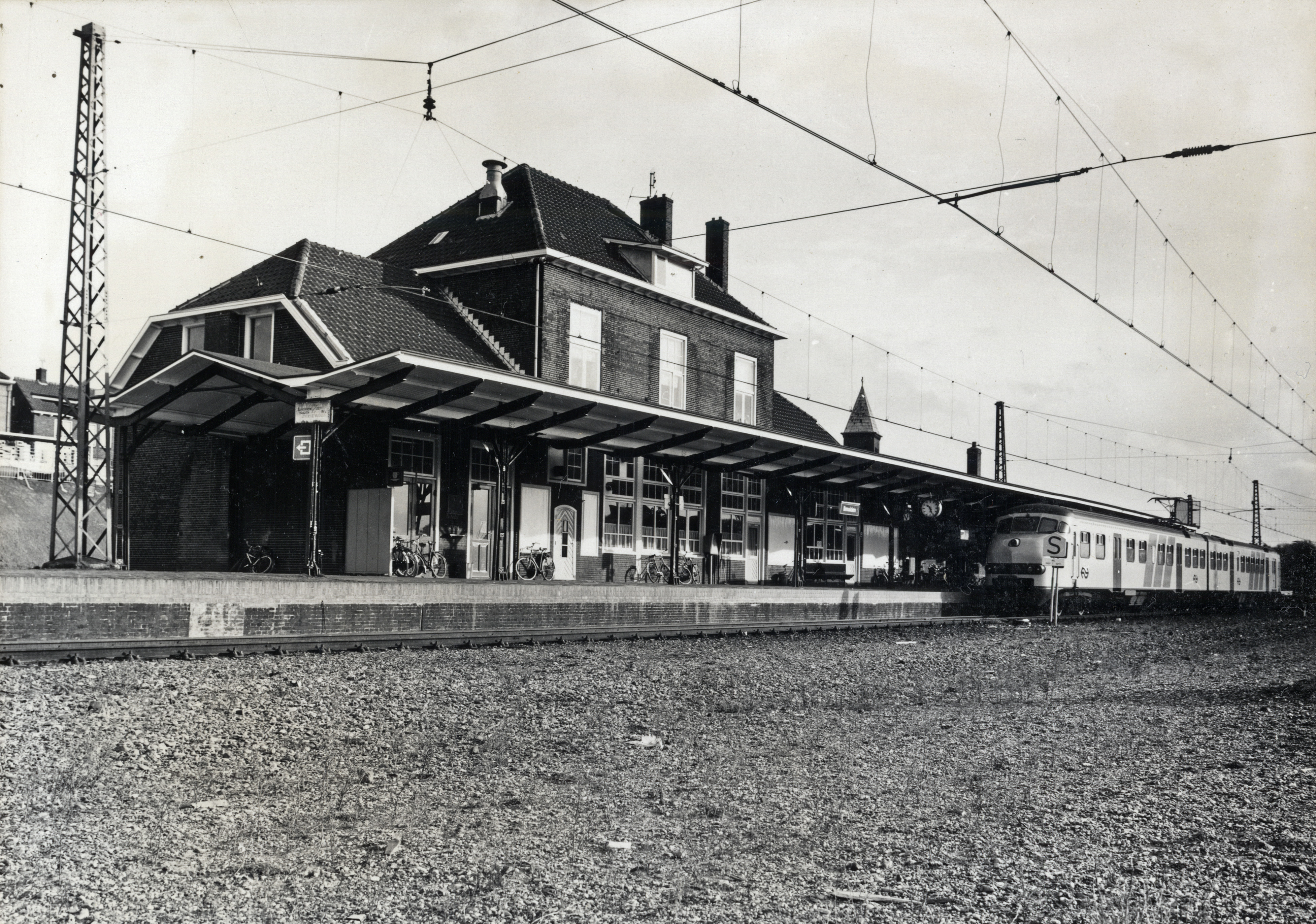
Perronzijde van het voormalige station IJmuiden met een elektrisch treinstel mat '64 (plan V); 1974.

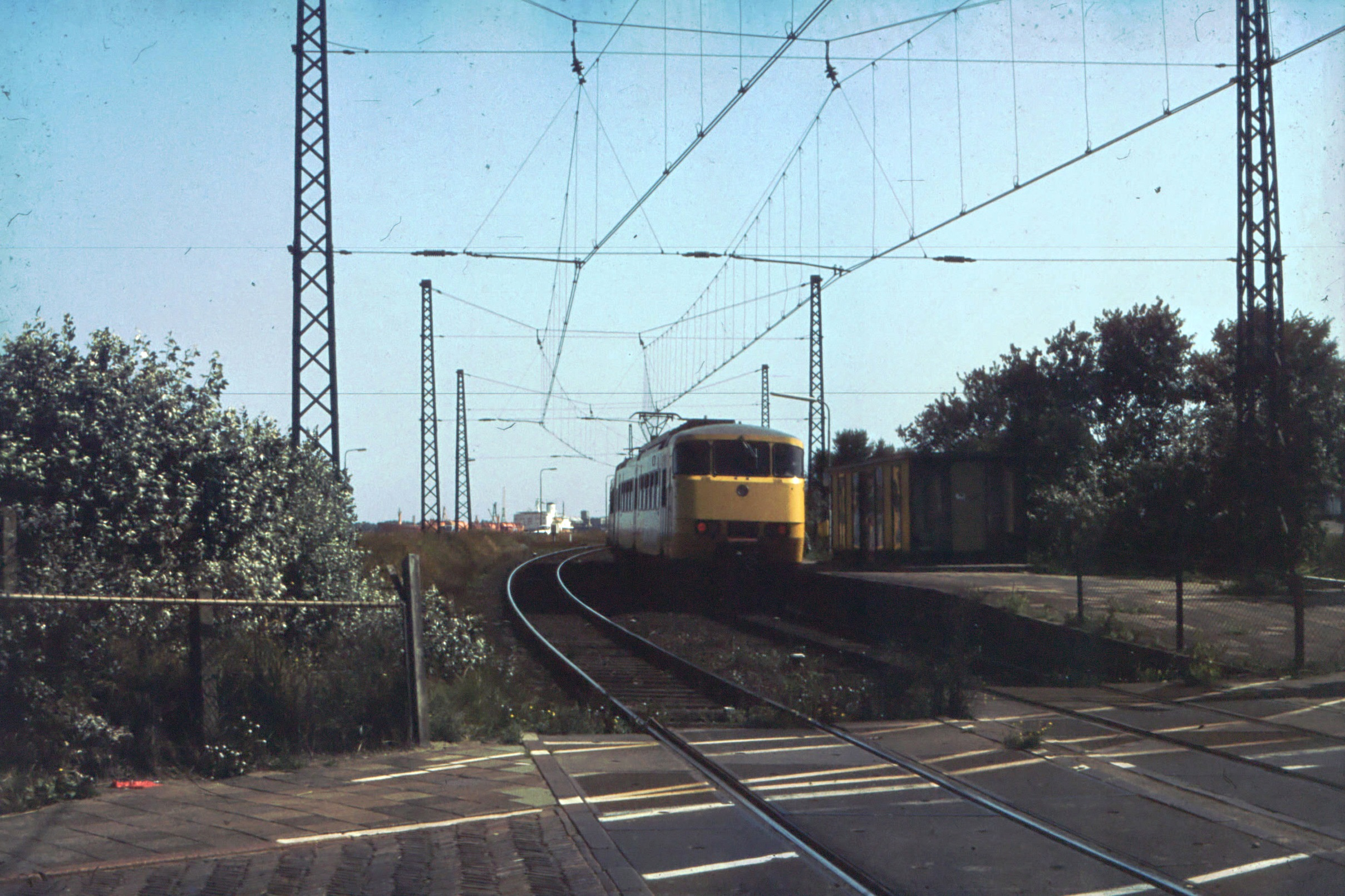
Station IJmuiden Julianakade met een elektrisch treinstel SGM (plan Y); circa 1980.

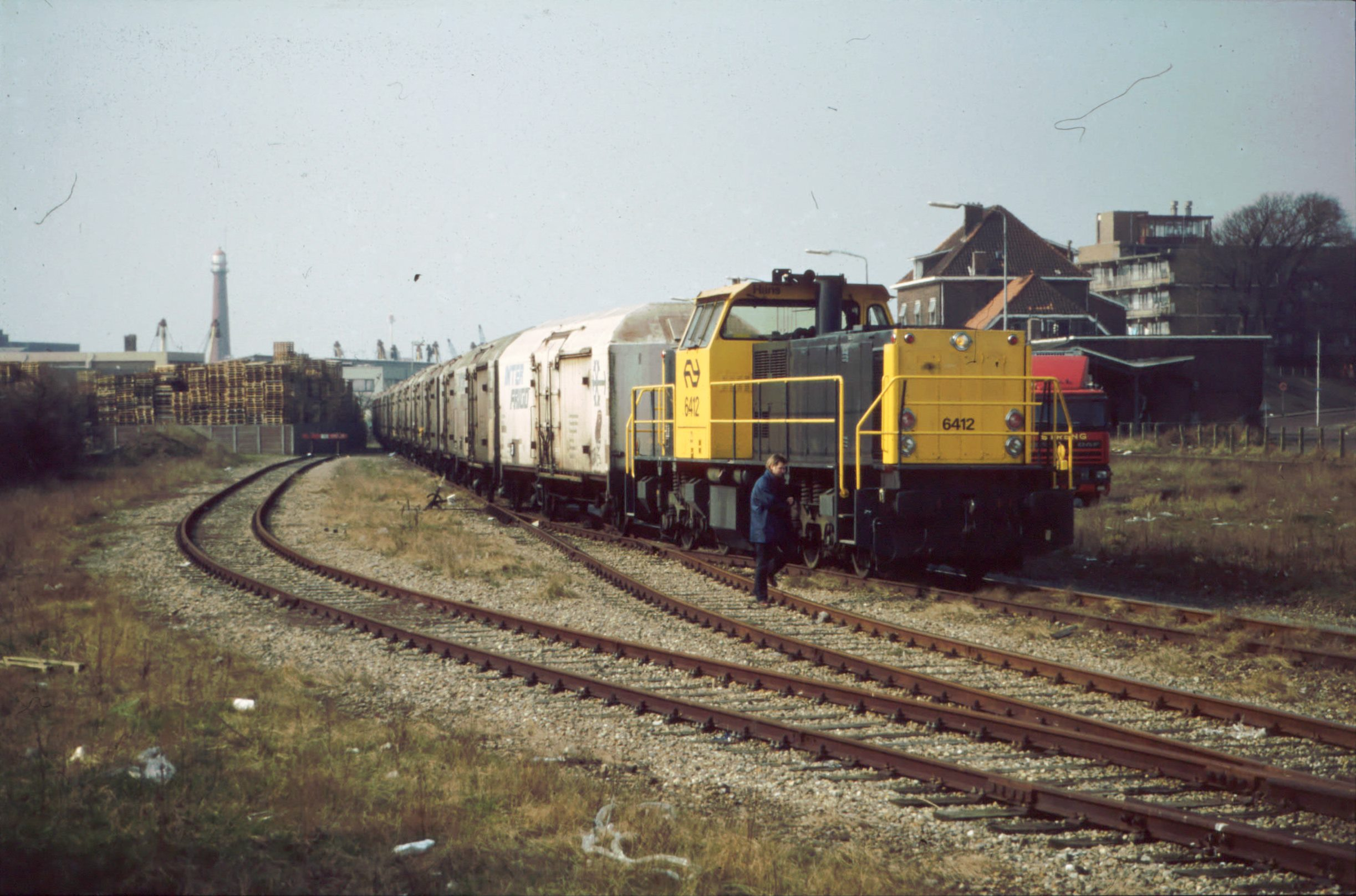
Loc NS 6412 met koelwagens voor visvervoer in IJmuiden in 1993.

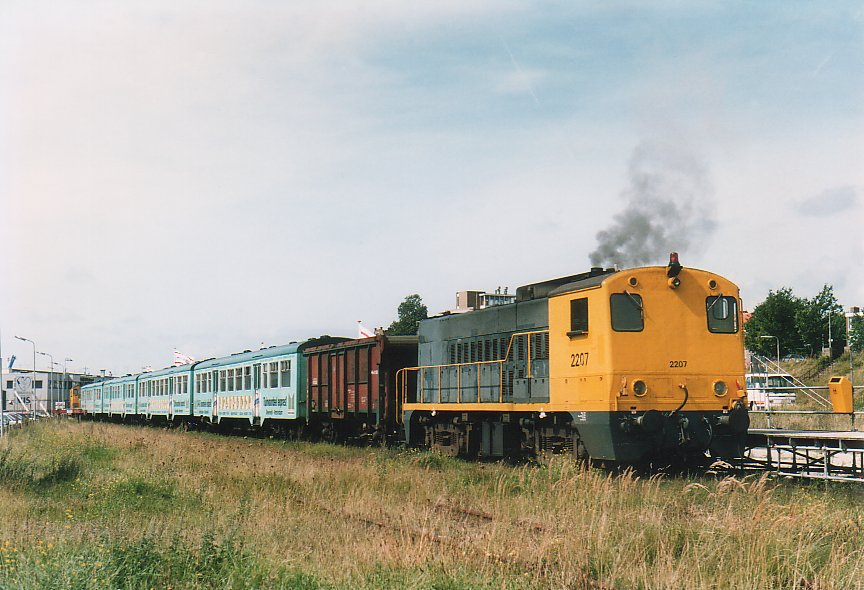
Trein van Lovers Rail in IJmuiden in 1997.

De lijn tussen Velsen en IJmuiden is in 1883 geopend als zijlijn van de spoorlijn Haarlem - Uitgeest. Deze spoorlijn was al in 1867 aangelegd door de HIJSM. De spoorlijn sloot even ten zuiden van de brug over het Noordzeekanaal bij station Velsen-IJmuiden Oost aan op de bestaande lijn. In IJmuiden liep de lijn oorspronkelijk tot de sluizen in het Noordzeekanaal. Het was de bedoeling dat hier grote passagiersboten zouden afmeren. Deze voeren echter merendeels door naar Amsterdam. Om deze reden werd het spoor in 1899 verlegd naar de vissershaven. Hier werd in dat jaar het uiteindelijke Hoofdstation geopend, met daarnaast het visstation, dat specifiek voor de overslag van vis was gebouwd. Het visvervoer per spoor maakte sinds die tijd een enorme groei door.
Begraafplaats Westerveld had bij de opening in 1890 een eigen spooraansluiting voor rouwtreinen vanuit Amsterdam. De aansluiting begon ter hoogte van de overweg bij station Driehuis-Westerveld en eindigde ongeveer 50 meter in noordwestelijke richting bij een rouwstation. Dit stuk spoor was tot 1911 in gebruik.
De spoorlijn tussen Haarlem en IJmuiden werd in 1926 dubbelsporig en in 1927, als een van de eerste spoorlijnen in Nederland geëlektrificeerd. De elektrificatie van het traject Velsen-IJmuiden Oost – Uitgeest volgde in 1931. Door de spoorverdubbeling en elektrificatie kon de treindienst aanzienlijk worden versneld. Dit leidde ertoe dat er in 1927 langs de lijn drie nieuwe haltes werden geopend: Velsen Zeeweg, IJmuiden Casembrootstraat en IJmuiden Julianakade.
Na de bouw van de Velsertunnel in 1957 werd de spoorlijn Haarlem – Uitgeest verlegd. De aansluiting met de spoorlijn naar IJmuiden lag voortaan bij het nieuwe station Santpoort Noord. Ten noorden daarvan boog het nieuwe traject af in oostelijke richting. Tussen de splitsing en station Driehuis-Westerveld werd een nieuwe spoorverbinding aangelegd. Het oude tracé werd verwijderd. Een dienstwoning is hierbij echter bewaard gebleven en staat hierdoor enkele tientallen meters van de huidige spoorlijn. Ook de Velserspoorbrug en de aansluiting bij station Velsen-IJmuiden Oost werden verwijderd.

### Sluiting

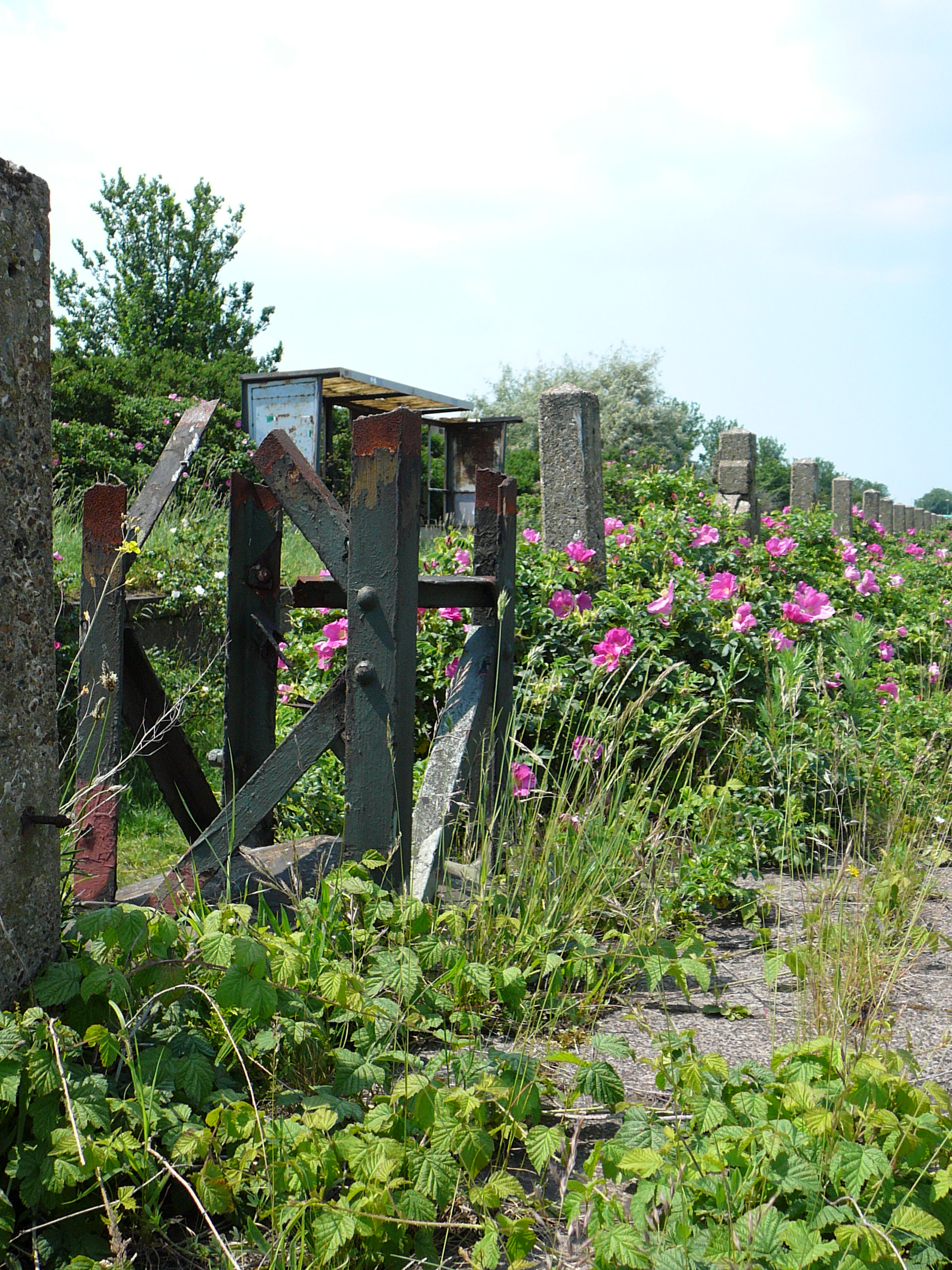
Oude bovenleidingmast op het perron van het voormalige station IJmuiden Casembrootstraat; 2 juni 2007.

De spoorlijn lag aan de rand van de bebouwde kom van IJmuiden. Door de aanwezigheid van het Noordzeekanaal kon het IJmondgebied zich niet uitbreiden langs de spoorlijn. De nieuwbouwwijken kwamen vanaf de jaren vijftig ver van de spoorlijn te liggen. Vanuit de meeste (nieuwe) wijken was het dan ook aantrekkelijker om per auto of bus naar Haarlem te reizen. Een voorstel uit 1969, opgenomen in het NS-beleidsplan Spoor naar '75, om het eindpunt van de spoorlijn te verleggen naar een nieuwe eindhalte IJmuiden Zeewijk, haalde het niet op grond van een kosten-batenanalyse.
Daarnaast waren de oude bovenleidingsmasten uit 1927 begin jaren 80 aan vervanging toe. Opheffing van parallelle busdiensten ten gunste van de trein zou voor bewoners van Velsen en IJmuiden zorgen voor verminderde bereikbaarheid. Mede door deze factoren werd besloten dat de lijn na honderd jaar gesloten werd voor reizigersvervoer. In september 1983 reed dan ook de laatste reizigerstrein over het traject. Enkele maanden later, in januari 1984 is de bovenleiding tussen Santpoort-Noord en IJmuiden verwijderd. Het jaar daarna zijn de twee grotere emplacementen opgebroken. In de zomer van 1989 is het tweede spoor verwijderd. De spoorlijn bleef nog tot 1994 open voor het goederenvervoer. Het ging hier vooral om het vervoer van vis in koelwagens. Dit vervoer gaf de lijn zijn bijnaam, de Vislijn.

### Lovers Rail
Tussen augustus 1996 en oktober 1998 was er tijdelijk weer reizigersvervoer over de lijn. De treindienst werd uitgevoerd door het bedrijf Lovers Rail, dat hiermee een start wilde maken met de concurrentiestrijd met de NS. De treinen van Lovers Rail werden Kennemerstrand Expres genoemd, reden vanuit Amsterdam en stopten op Haarlem, Santpoort Noord, bij de restanten van Driehuis-Westerveld en het IJmuidense hoofdstation. Omdat hier het stationsgebouw een jaar daarvoor was gesloopt en ook de perrons waren verwijderd, werd een tijdelijk perron van steigerpalen aangelegd.
Lovers kocht vier oude M2 rijtuigen 1e klasse van de Belgische spoorwegen. Voor tractie zette Lovers twee diesellocomotieven ex-NS 2200 in (2207 en achtereenvolgens 2202, 2211 en 2215). De trein werd met groot onthaal ontvangen in Velsen. De spoorverbinding werd echter opnieuw geen succes en in oktober 1998 reed opnieuw de laatste reizigerstrein op het traject. Sindsdien was er geen activiteit meer op lijn. Het wissel waarmee de lijn aansloot op de spoorlijn Haarlem – Uitgeest (tussen Santpoort Noord en Driehuis) werd verwijderd.

## Stations en gebouwen

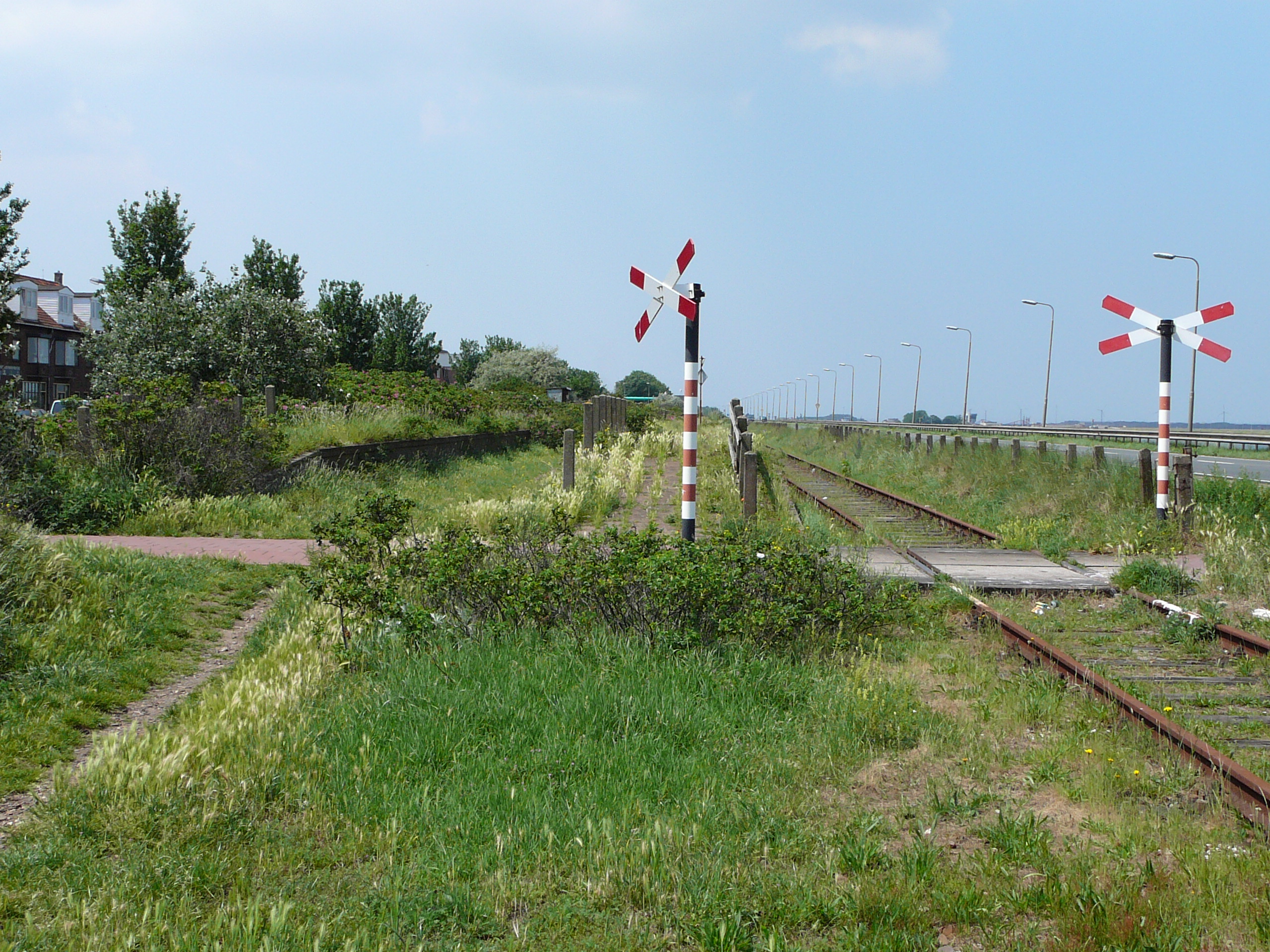
Restanten van de voormalige halte IJmuiden Casembrootstraat op 2 juni 2007. Het is goed te zien dat het traject ooit dubbelsporig was.

De IJmondlijn had, na de verlegging van het tracé ten behoeve van de aansluiting met de Velsertunnel, zes stations (1957-1983):
- Station Driehuis-Westerveld
- Station Velsen Zeeweg
- Station Velsen-IJmuiden Oost
- Station IJmuiden Casembrootstraat
- Station IJmuiden Julianakade
- Station IJmuiden

Station Velsen-IJmuiden Oost lag oorspronkelijk aan de lijn naar Uitgeest en werd bij de aanleg van deze lijn in 1865 geopend. Het station kende in zijn geschiedenis maar liefst drie gebouwen. Het laatste stationsgebouw werd in 1902 geopend en in 1983 gesloten en afgebroken. Het IJmuidense Hoofdstation werd gebouwd in 1898, na de verlegging van de spoorlijn. In 1995 werd ook dit gebouw gesloopt. Het station Driehuis-Westerveld werd in 1885 geopend, maar kreeg geen stationsgebouw. Ook de in 1927 geopende haltes kregen geen stationsgebouw, met uitzondering van station Velsen Zeeweg. Hier werd in 1958 alsnog een klein standaard haltegebouwtje geopend. Dit gebouw is in 2016 gesloopt.

## Dienstregeling
Vanaf de elektrificatie in 1927 werd een regelmatige treindienst ingesteld. De elektrische treinen, allereerst de zogenaamde Blokkendozen en later het stroomlijnmaterieel, reden tussen IJmuiden en Haarlem en in de spits tussen IJmuiden en Amsterdam vrijwel altijd een halfuurdienst. Deze treinen werden al dan niet in Santpoort Noord of Haarlem gecombineerd met treinen uit Beverwijk. Bij de invoering van het nieuwe dienstregelingconcept Spoorslag '70 reden alle treinen elk half uur van en naar Amsterdam. De treinen reden tussen Amsterdam en Haarlem gecombineerd met de intercity van/naar Beverwijk en Alkmaar. Binnen enkele jaren werd de dienst echter definitief ingekort tot Haarlem en op 24 september 1983 reed de laatste reizigerstrein op dit traject.

## Materieelinzet
Na de elektrificatie in 1927 maakte de stoomtractie plaats voor korte treinstammen bestaande uit het elektrische Mat '24 ('blokkendozen'). Van dit materieel was een aantal rijtuigen speciaal voor de dienst op de IJmondlijn gebouwd. De blokkendozen bleven tot 1952 op de spoorlijn rijden. Daarna werden de treindiensten overgenomen door het elektrische stroomlijnmaterieel, voornamelijk Mat '46. Eind jaren 60 kwamen hier de nieuwe Plan V-treinstellen te rijden. Zelfs de nieuwe 'Sprinters' SGM zijn nog op het lijntje te zien geweest. In de laatste jaren keerde ook het oudere stroomlijnmaterieel terug. Het was ook een treinstel Mat '46 (nummer 676) dat de laatste dag in de reizigersdienst op de lijn pendelde en de allerlaatste trein reed. Zowel spoorlijn als materieeltype werden hierna buiten dienst gesteld.

## Beveiliging

### Tot 1957
Klassieke beveiliging met armseinen en door overwegwachters bediende overwegen.

### 1957-1972
Klassieke beveiliging met armseinen en door overwegwachters bediende overwegen. Op Santpoort-Noord AR-tableau met bediening uitrijsein richting IJmuiden, groen knipper 6 en "Trein binnen"-knop voor treinen uit IJmuiden.

### 1972-1983
Ter Plaatse bediende Relais Beveiliging. (TPRB) met lichtseinen en automatische werking AHOB's. Er was geen detectie tussen Velsen-IJmuiden Oost en IJmuiden Julianakade.
Sleutelkastjes voor "Trein binnen", bedienen en herroepen uitrijsein aanwezig op station IJmuiden. AR-tableau op Santpoort-Noord met bediening uitrijsein naar Westerveld, groen knipper 6 en "Trein binnen"-knop voor treinen uit IJmuiden. Voorsein tussen Santpoort-Noord en Westerveld. Op station Westerveld hoog geplaatst sein 601 automatisch bediend als blok vrij was voor richting IJmuiden met vertraagde werking AHOB Westerveld, werking gelijk aan stop-door-schakeling bij P-seinen met de opdracht stop.
Hoog geplaatst sein 601 voerde dus nooit veilig maar kwam pas uit de stand stop met een trein op Westerveld, als het blok naar IJmuiden vrij was met inachtneming van de relaisvertraging voor de AHOB bij Westerveld. Het voorsein tussen Santpoort-Noord en Westerveld voerde derhalve altijd seinbeeld geel. Het inrijsein voor IJmuiden was een dwergsein dat iets voor het station IJmuiden Julianakade stond voorafgegaan door een keperbaken na IJmuiden Casembrootstraat. Tussen IJmuiden Julianakade en IJmuiden ging het dubbelspoor over naar enkelspoor.
Het uitrijsein vanuit IJmuiden richting Santpoort-Noord was ook een dwergsein en stond ter hoogte van de Julianabrug. Beide seinen dekte het wissel waar dubbelspoor over ging naar enkelspoor.
Voor de AHOB bij Westerveld bevond zich het voorsein voorafgaand aan het inrijsein Santpoort-Noord.
Bij station IJmuiden bevonden zich diverse aansluitingen met handwissels van niet in de beveiliging opgenomen goederensporen.
Bij de aansluitingen naar de beveiligde baan bevonden zich telefoonkasten waardoor communicatie kon optreden met de Treindienstleiding Santpoort-Noord voor toestemming om een treinbeweging uit te voeren naar de beveiligde baan.
Linkerspoor rijden was niet beveiligd.
Bij IJmuiden Julianakade was er geen inrijsein voor het linkerspoor. Richting Santpoort-Noord was er wel een keperbaken aanwezig voor het linkerspoor voor de AHOB bij Westerveld. Bij de aansluiting Santpoort-Noord stond een dwergsein voor het linkerspoor.

### 1983-1998
Rijden op zicht, (ROZ) met handmatig sleutelen AHOB's, stopbord voor elke AHOB. Uitrijsein Santpoort-Noord voerde nog wel groen knipper 6, maar meteen na de wisselstraat volgde een snelheidsverminderingsbord 30, gevolgd door een snelheidsbord 30. "Trein binnen"-knop op AR-tableau Santpoort-Noord nu voor enig, nog gebruikt, overgebleven spoor, oorspronkelijk rechter spoor richting Westerveld. Het inrijsein Santpoort-Noord vanaf IJmuiden is in deze periode dus het oorspronkelijke linkerspoor dwergsein voorafgaand door het keperbaken bij Westerveld.

### 1998-1999
Beveiliging vrijgave rangeren (dwergsein met witte lamp op Westerveld en IJmuiden) met automatische werking AHOB's. Sleutelkastjes voor rijrichting en herroeping op station Westerveld en station IJmuiden. Op Santpoort-Noord nog steeds AR-tableau met "Trein binnen"-knop voor overgebleven spoor. Uitrijsein naar IJmuiden voerde nog steeds groen knipper 6, gevolgd door snelheidsverminderingsbord en snelheidsbord 30.

## Spoorzoeken

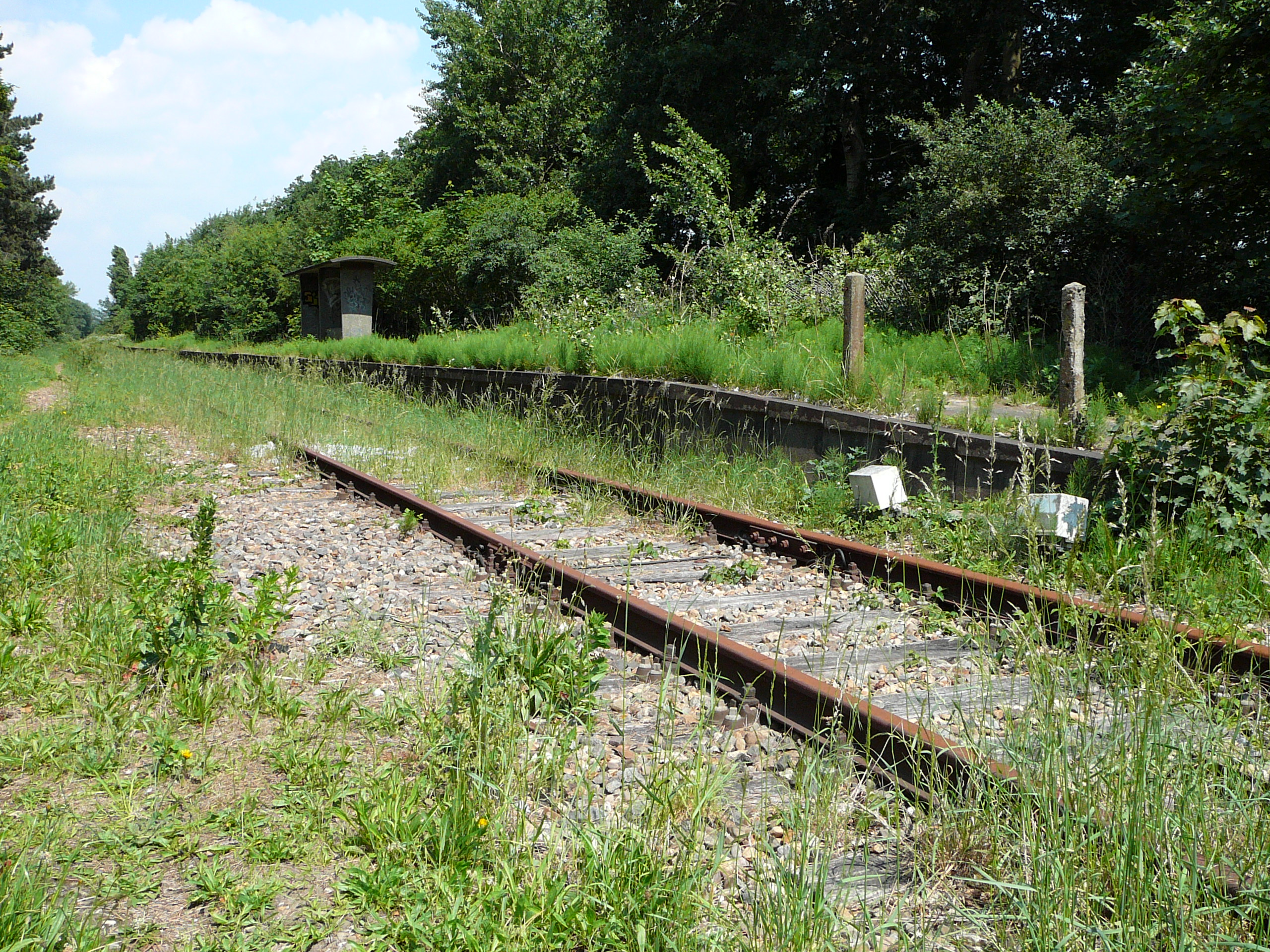
Restanten van een perron van de voormalige halte Velsen Zeeweg op 2 juni 2007.

Na de sluiting van de spoorlijn voor het reizigersvervoer werden in 1984 de bovenleiding en de bijbehorende ijzeren masten uit 1927 verwijderd. De masten werden niet geheel verwijderd maar op een hoogte van zo'n 30 centimeter afgezaagd (zie afbeelding linksboven bij Geschiedenis). In 1989 werd een van de twee sporen verwijderd en werd de beveiliging vereenvoudigd. Hier bleef het jarenlang bij en de restanten van de lijn werden aan de elementen overgelaten.
Station IJmuiden Julianakade werd kort na de sluiting van de lijn voor personenvervoer opgebroken, waarbij de perrons verdwenen. De stationsgebouwtjes op Velsen-IJmuiden Oost zijn ook direct na de sluiting van de lijn gesloopt, maar het brede eilandperron bleef tot 2014 liggen. De toegangstunnel naar het perron werd later dichtgemetseld. Het IJmuidense Hoofdstation werd in 1995 afgebroken. Hierdoor moest een jaar later voor Lovers Rail een nieuw perron worden gebouwd, dat na de hernieuwde sluiting in 1998 nog tot 2003 bleef staan. Tot 1999 werd de spoorlijn zelf nog enigszins onderhouden, maar vervolgens raakte deze overwoekerd. In 2008 werd het stationsemplacement van IJmuiden opgebroken. In dat jaar werden ook alle overwegen langs de lijn onklaar gemaakt. Hierbij zijn de rails weggehaald en werden de gleuven opgevuld met asfalt. De seinen bleven nog enkele jaren staan. Perrons en betonnen wachtruimten van de stations Driehuis-Westerveld, Velsen Zeeweg en IJmuiden Casembrootstaat langs de lijn waren tot de ontmanteling van het spoor in 2014 aanwezig. Het voormalige stationsgebouw van Velsen Zeeweg werd in 2016 gesloopt.

## Opbraak en busbaan
Uit onderzoeken door de provincie Noord-Holland omtrent mogelijke re-activatie, bleek dat de spoorlijn op geen enkele manier rendabel te exploiteren viel. In de zomer van 2010 werd besloten de spoorlijn op te breken, zodat het tracé tot Velsen IJmuiden Oost kon worden omgebouwd tot busbaan. Over het deel van het voormalige traject werd een vrije busbaan ten behoeve van een HOV-lijn aangelegd, die Velsen en IJmuiden met Haarlem-Noord verbindt, de HOV Velsen. Het budget voor de aanleg bedroeg 67,5 miljoen euro. De bouw ervan werd in 2011 gestart en de busbaan opende op 2 april 2017. Met de komst van de busbaan is een eventuele heropening van de spoorlijn, op wat voor manier dan ook, definitief van de baan.
Het demonteren en weghalen van de rails tussen Driehuis-Westerveld en voormalige splitsing boven Santpoort Noord werd door de 'Stichting Stoomtrein Goes - Borsele' (SGB) gedaan. Ook werden de keerwanden van de zes overgebleven perrons langs dit deel van de lijn verwijderd. De werken werden tussen 13 oktober en 21 november 2014 uitgevoerd. De overige restanten werden hetzelfde jaar verwijderd.

## Restanten
Het spoor langs het Noordzeekanaal is met asfalt bedekt en werd vervolgens een voetpad. Station IJmuiden Casembrootstraat is hersteld als recreatieplek langs het voetpad. Een klein stuk spoor met stootblok aan het einde van de Geul is als herinnering aan de IJmondlijn bewaard gebleven. Daarnaast bestaan nog enkele wachterswoningen langs de busbaan.